# 俳号
俳号（はいごう）あるいは俳名（はいめい、はいみょう）は、俳諧あるいは後の俳句を作る際に用いる雅号のことである。現在は、俳人の雅号（愛称）という意味では「俳号」、「号」という呼びかたが主であり、「俳名」という場合は後述する歌舞伎役者が持つ異名を指すことが多い。
現代では俳号を持たない俳人もいるが、多くは句会で披講されるときに、選に入って自身の句が読み上げられると俳号を名乗る。
このほかに表徳（ひょうとく）ともいう。表徳とは表徳号のこと。古代中国で本名を呼ばれることを忌ることから付けられた別号のこと。日本では江戸期に通人が吉原などで本名を呼ばれることを嫌ってつけたもので、俳号、俳名とほぼ同じである。（『俳文学大辞典』角川書店）
なお、現代の俳句団体では、団体によって差はあるが、常連メンバー同士が句会の際に用いる俳号だけでお互いを認識している場合がある。そういう意味で俳号は、オフラインミーティングを活発に行っているインターネットコミュニティにおけるハンドルネームに近い役割を担っていると言えよう（反対に、投句を機関紙に掲載する際には、俳号ではなく本名を掲載する団体もある）。
俳人以外でも俳号に由来する芸名もある。その代表的な例としては大橋巨泉（本名：大橋克巳）がある。これは元々早稲田大学在学中に俳人として名乗ったものであるが、のちに芸名とした。
俳号の多くは、本名をもじって付けられる・あるいは名乗る例が多い。本名が秉五郎（へいごろう）の河東碧梧桐、淸（きよし）の高浜虚子、新比古（ちかひこ）の山口誓子、髙橋行雄（たかはし ・ゆきお）の鷹羽狩行（たかは・しゅぎょう）などが知られる。

## 歌舞伎の場合
江戸時代、歌舞伎役者には素養として俳諧をはじめとする風流の道をたしなむ者が多く、もともとはそのための号として俳号が生れたわけだが、この文化的流行が歌舞伎役者に一般化するにつれて俳名に変化し（現代の俳優名に発展）、俳名が役者の愛称として、舞台に声を掛ける際などにも使われるようになった。江戸時代後期に入ると名題以上の役者は、屋号、芸名のほかに、俳句を作る作らないに関わりなく必ず俳名を持つようになり、後にはその俳名が独立してひとつの名跡となることもあった。例えば市川團十郎（市川宗家）系統の三升、尾上菊五郎系統の梅幸、松緑、中村歌右衛門系統の芝翫、梅玉、片岡仁左衛門系統の我童、我当（當）、芦燕などは俳名由来の名跡であるし、二代目市川猿之助が名乗った初代猿翁、八代目松本幸四郎が名乗った初代白鸚などはそれまで彼らが使っていた俳名を隠居名として名跡にしたものである。
役者たちのために作られる書抜き（台本のうちその役の科白だけを書抜いたもの）の表紙には、役名と俳名のみが書かれ、市川何某という芸名は記されないことが多い。名題役者に対する優遇の一つといえるだろう。ちなみに現在では俳名由来の名跡を継いだ役者にもそれとは別に俳名がある。例えば七代目尾上梅幸の俳号は「扇舎」、七代目中村芝翫の俳名は「梅莟」であった。